# Anki
Anki – otwartoźródłowy program komputerowy przeznaczony do nauki metodą wielokrotnych powtórzeń, których częstotliwość zależy od stopnia i tempa opanowywania materiału. Anki (暗記) jest japońskim słowem oznaczającym zapamiętywanie. Najczęściej wykorzystywany do zapamiętywania terminów, definicji, dźwięków, obrazów, a w szczególności do nauki słownictwa i zasad gramatycznych języków obcych. Karty do powtórek mogą zawierać czysty tekst, równania matematyczne zapisywane jako LaTeX, dźwięk, obraz i nagrania wideo.
Dzięki możliwości dodawania baz danych online, posiada bardzo szeroki asortyment bezpłatnych, wielojęzycznych kursów. Bazy wiedzy programu Anki można udostępniać dla innych użytkowników, np. w kategorii baz do nauki angielskiego znajduje się ponad 1000 pakietów.
Program wykorzystuje algorytm SuperMemo w starszej wersji (SM-2), który umożliwia szybkie uczenie się dzięki specjalnemu systemowi powtarzania materiału, docierającemu do pamięci długotrwałej, opartej na krzywej zapominania. Według autorów, dana ilość wiedzy może zostać przyswojona w czasie od 10 do 50-krotnie krótszym niż przy zastosowaniu tradycyjnych metod.
Program jest także dostępny w wersji mobilnej na platformę Android jako AnkiDroid oraz iOS jako AnkiMobile Flashcards. Programowi towarzyszy platforma AnkiWeb umożliwiająca synchronizację baz wiedzy oraz postępu nauki między różnymi urządzeniami (np. na PC oraz Androida). Wyeksportowana talia używa rozszerzenia *.apkg (ZIP), wyeksportowana kolekcja *.colpkg (ZIP).